# ユーコープ事業連合
生活協同組合連合会ユーコープ事業連合（せいかつきょうどうくみあいれんごうかいユーコープじぎょうれんごう）は、かつて存在した消費生活協同組合連合会。神奈川県横浜市港北区に本部を置いていた。
ユーコープ事業連合には、神奈川県・静岡県・山梨県の消費生活協同組合が参加していた、そのため、同じ首都圏の生活協同組合連合会（消費生活協同組合連合会）であるコープデリ生活協同組合連合会では、上記3県を事業区域外としていた。
2013年3月21日にコープかながわ・コープしずおか・市民生協やまなしの3生協と生活協同組合連合会ユーコープ事業連合の業務を継承した生活協同組合ユーコープを設立し、2014年3月に事業を継承して解散した。

## 沿革
- 1990年3月 - コープかながわ・コープしずおか・全日本海員生協（横浜港・川崎港で売店・食堂を運営する職域生協）・菊名生協（1997年にコープかながわへ統合）の4生協で構成すれる生協事業連合組織として設立[3]。
- 1990年 - 浦賀生協・富士フイルム生協・山梨中央市民生協（現：市民生協やまなし）が加盟。
- 2013年3月21日 - 主要3生協（コープかながわ・コープしずおか・市民生協やまなし）が合併し、生活協同組合連合会ユーコープ事業連合の業務を引き継ぐ組織として、生活協同組合ユーコープを設立[4]。
- 2014年3月 - 生活協同組合ユーコープへ事業を継承して解散[1][3]。

## 加盟していた生協
- 浦賀生活協同組合 - 本部：神奈川県横須賀市
- 全日本海員生活協同組合 - 本部：神奈川県横浜市中区
- 富士フイルム生活協同組合 - 本部：神奈川県南足柄市。事業エリアは、神奈川県小田原市・南足柄市・秦野市。
- 生活協同組合ユーコープ - 本部:横浜市中区。2013年3月21日にコープかながわ・コープしずおか・市民生協やまなしを統合して設立。ユーコープ事業連合の加盟組織や業務も引き継いだ[1]。

## 中国産食品の安全性問題への対応

### 2008年の中国産冷凍食品
2008年2月、ユーコープ事業連合の商品検査センターの自主検査で、ニッキーフーズグループの中国法人が製造し、子会社のニッキートレーディングが輸入した中国製冷凍食品「レンジDEロースかつ アスパラ入り」のアスパラガスから有機リン系殺虫剤ホレートが検出された。
また、マルハが輸入した中国製「いか天ぷら」からも有機リン系農薬ジクロルボスが検出された。これらの製品をユーコープ事業連合が販売していたことから自主回収を行った。しかし、これらの製品から検出された有機リン系殺虫剤は「中国製冷凍餃子中毒事件」とは異なり、意図的な混入ではなく残留農薬成分とみられた。マルハでは報道を受け該当商品の販売を見合わせたが、「ジクロルボスが0.11ppm検出されたことをもって食品衛生法違反と判断することは困難」として自主回収はしないとした。
当時は中国産食品の安全性問題が多発し自主検査を強化していた。ユーコープ事業連合は検査結果を待たずに上記中国製品を宅配したとして、横浜市食品衛生課から口頭指導されたが、ユーコープ事業連合の品質管理部の担当者は「欠品は会員の方に迷惑になる。（殺虫剤が）検出されるとは思わなかった」と述べた。ユーコープ事業連合ではこれを受け「最終加工地が中国または主原料が中国産の商品を対象に、2008年2月27日以降配達分から優先して残留農薬検査を実施してお届けする」とした。